# Heistadmoen

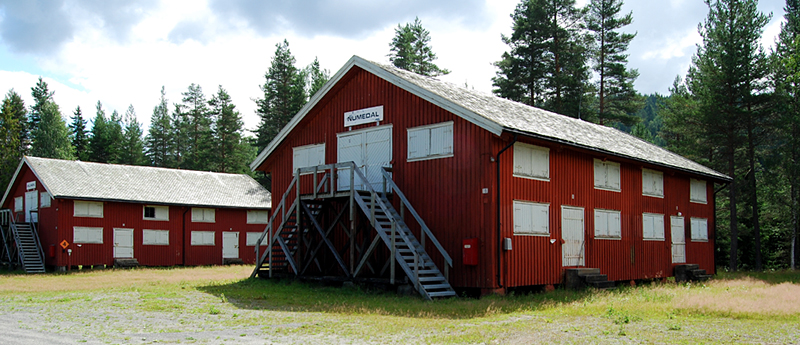
Bâtiments de soutien à Heistadmoen

Heistadmoen est un campement militaire norvégien à Kongsberg, dans le comté de Buskerud, en Norvège. Heistadmoen fournit des logements pour les districts de garde locaux de Telemark et Buskerud (Telemark og Buskerud Heimevernsdistrikt). Le camp est grand et moderne, la plupart des bâtiments ont été rénovés. Le camp est également utilisé par d'autres entités de la défense norvégienne pour l'entraînement et le tir.

## Historique
En 1909, le site sert de base au régiment d'infanterie de Telemark. Les premiers bâtiments sont amenés de la région de Gråtenmoen à Skien. La fonction principale de l'installation est de mieux protéger l'usine d'armement de Kongsberg (en).
Pendant la Seconde Guerre mondiale, le régiment d'infanterie de Telemark capitule devant l'invasion de l'armée allemande sans combat le 13 avril 1940 en raison de la menace de bombardements allemands. Un certain nombre d'officiers et de soldats prennent les armes et continuent la défense de Telemark. Pendant l'occupation de la Norvège par l'Allemagne nazie, l'armée allemande construit la majeure partie du camp avec la main-d'œuvre fournie par les prisonniers de guerre soviétiques. Après la fin de la guerre en 1945, le camp abrite des prisonniers de guerre allemands, gardés par des soldats américains et britanniques.
De 1946 à 1952, le site accueille la formation des bataillons d'infanterie de Tysklandsbrigaden, qui participe à la contribution de l'armée norvégienne à la force d'occupation alliée en Allemagne. En 1994, le nouveau bataillon de Telemark est implanté à Heistadmoen. Il est par la suite transféré au camp Rena en août 2001. Le site est ensuite occupé par la 6e Compagnie de garde de sa Majesté le Roi, qui est ensuite également transférée au camp Rena.
Le régiment de Télémark est créé le 1er janvier 2003 et le camp de Heistadmoen est attribué aux districts de garde locaux de Telemark et Buskerud. Les installations sont disponibles pour de tous les districts entourant l'Oslofjord. Le bataillon de Télémark, l'Académie militaire de Krigsskolen, la garde nationale et la police locale en sont les principaux utilisateurs. Environ la moitié du camp doit être vendue, la Garde nationale n'ayant pas besoin des bâtiments.